# Livre d'heures Codex 470 de la Biblioteca Trivulziana

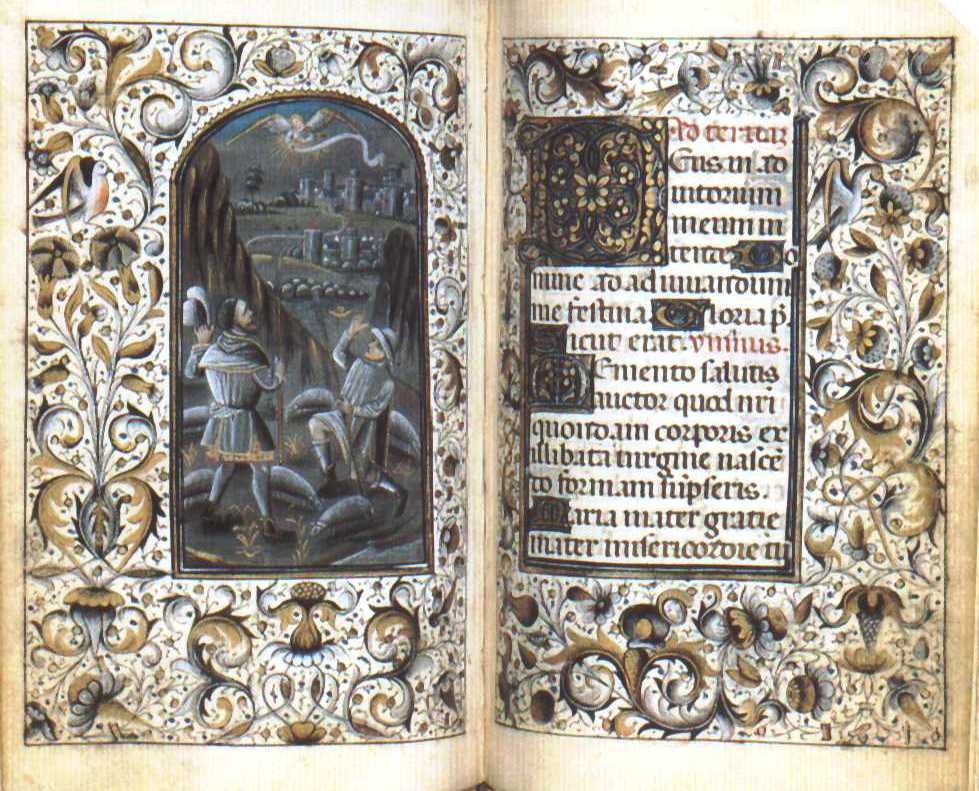
Annonce aux bergers du codex 470

Le codex 470 est un livre d'heures du XVe siècle faisant partie de la collection de la Biblioteca Trivulziana de Milan.

## Description
Ce manuscrit enluminé est l'œuvre d'un scriptorium franco-bourguignon. Il comporte 366 folios mesurant 13,3 cm sur 8,9 cm et il est rédigé en écriture gothique. Il est orné de vingt miniatures en grisaille encadrées de larges bordures ornementées. Vingt-deux pages sont décorées de grandes lettrines figurées, commençant un texte entouré de bordures dont les ornementations correspondent à celles des bordures des miniatures en regard. D'autres lettrines de moindre importance parcourent le livre d'heures.
Les miniatures sont de la main d'un artiste anonyme de l'entourage de Philippe de Mazerolles. Le codex a conservé sa reliure d'origine de cuir brun estampillé.

## Source
- (en) Cet article est partiellement ou en totalité issu de l’article de Wikipédia en anglais intitulé « Book of Hours (Milan, Biblioteca Trivulziana, Cod. 470) » (voir la liste des auteurs).